# Berlinka
Koordináták: é. sz. 53° 34′ 04″, k. h. 15° 49′ 40″53.567778°N 15.827778°E
A Berlinka (lengyel: berlini, Berlinből jövő), vagy egykori nevén Berlin–Königsberg Reichsautobahn (német: Berlin–Königsberg birodalmi autópálya) az egykori Harmadik Birodalom nagyszabású autópálya-fejlesztési programjának egyik emléke. Az útépítést a második világháború harcai félbeszakították, a jelentőségét veszítő műszaki létesítmény azóta torzóként szeli át Európa három országát. A Berlinka különböző szakaszai a készültség más-más fokán állnak. Egyes helyeken már valódi autópályává építették ki, másutt már csak a háború előtti tereprendezés nyomai emlékeztetnek az útépítésre.

## Története

### A második világháború előtt

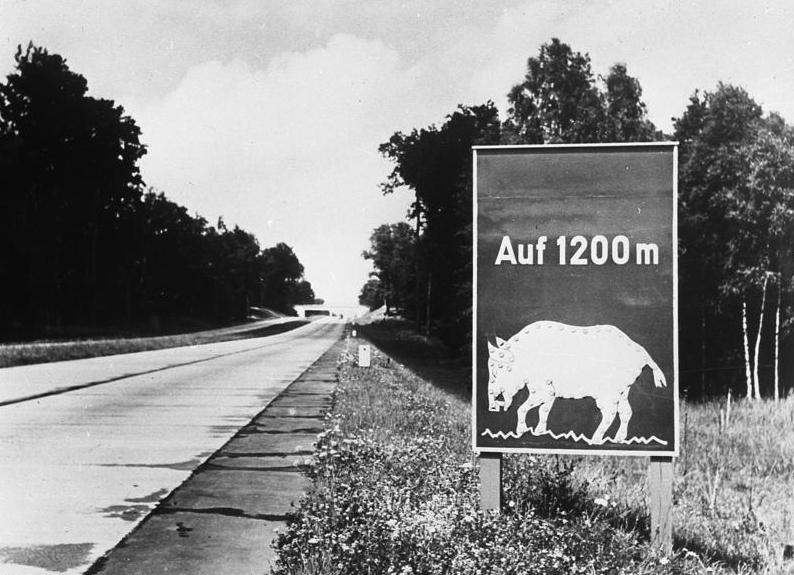
A Berlinka első szakasza Berlin és Stettin között az 1930-as évek végén

A második világháború előtt a német kormányzat a nagyra nőtt munkanélküliség csökkentésére nagyszabású infrastrukturális beruházásokba fogott. Az egyik legfontosabb fejlesztési terv az ország kelet-európai vidékeit Berlinnel összekötő út megépítése volt. 1932-ben megszületett az 1-es főút (németül Reichsstrasse 1) terve, ám a főúti minőség nem volt megfelelő az egyre gyarapodó forgalom számára, ezért az autópályaként történő megvalósítás mellett döntöttek.
Külön problémát jelentett Kelet-Poroszország elszigeteltsége. A Németországhoz tartozó exklávé csak Lengyelország területén át volt megközelíthető, ám a lengyel kormány megtagadta a korridorút lengyel területen keresztüli megépítését. Berlin és Königsberg között a közvetlen kapcsolat megvalósítására a háború előtt nem volt lehetőség.
A beruházás 1933 utolsó hónapjaiban kezdődött. A Berlinka első szakasza Berlin és Stettin között teljes autópályaként nyílt meg 1936-ban. 1936 és 1938 között épült a Stettin és Freienwalde közötti szakasz, ám ez már csak félautópályaként. Kelet-Poroszországban Königsbergtől délnyugati irányban Elbing városáig épült meg az út, szintén csak félautópályaként. Az 1939-es lengyelországi hadjárat következményeként a Berlinka tervezett nyomvonala német kézre került, így lehetővé vált a hiányzó szakaszok kiépítése. A kivitelezés el is kezdődött, de az ország háborús erőfeszítései miatt a munkálatok csak nagyon lassan haladtak előre. Elkészültek az autópálya felüljárói és átereszei a Freienwalde és Bärenwalde közötti szakaszon, de már nem került sor az útpálya kialakítására. A Berlinka Bärenwalde és Elbing közötti szakaszán legfeljebb a földmunkák kezdeti szakaszáig jutottak el az építők. 1942-ben a Szovjetunió elleni hadjárat elhúzódása miatt az egész építkezést felfüggesztették. 1944-ben a hátráló német csapatok az autópálya hídjainak felrobbantásával próbálták lassítani a Vörös Hadsereg előretörését.

### A Hidegháború idején
1945 tavaszára Németország vereséget szenvedett. A Berlinka nyomvonalát két új államhatár szelte át, az Oderától keletre fekvő útszakaszok Lengyelország, míg a Kalinyingrád előtti szakasz a Szovjetunió fennhatósága alá került. A határok átrajzolásával a Berlinka elveszítette stratégiai jelentőségét. Az autópálya többé nem egy nagyhatalom nagyvárosait kötötte össze, mindössze három ország periférikus területeit szelte át. Éppen ezért nem is került sor az út további kiépítésére. A harcok alatt megrongálódott létesítményeket részlegesen helyreállították. A Berlintől északkeletre futó szakaszt az NDK autópályaként tartotta meg, míg a Szczecin-t elkerülő út A6-os számmal Lengyelország első gyorsforgalmi útja lett. Az Odera fölött átívelő hidat nem sokkal a háború után újjáépítették. A Szczecintől keletre futó szakaszok részben főútként, részben helyi jelentőségű útként működtek tovább. Az egykori kelet-poroszországi szakaszt átvágta a szovjet-lengyel határ, távolsági forgalomban betöltött funkcióját elveszítette. A szükséges javításokon túl az útszakasz nem esett át semmiféle fejlesztésen, a kelet-európai rendszerváltások idejét a Berlinka az 1945-ös kiépítettségével megegyező állapotban érte meg.

### Kiépítettség napjainkban

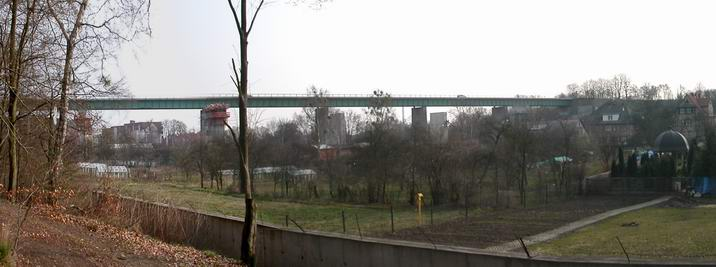
Épül a klęskowói viadukt második pályája, 2006

A Berlinka Németország területén maradt szakaszát a rendszerváltás után teljesen felújították. A modernizált létesítmény a 11-es számot kapta. Szintén felújításon esett át a Szczecin körül futó A6-os autópálya, ahol kibővítették az Odera-hidakat is. 2008-ban kezdődött a 142-es út Stargardot elkerülő gyorsforgalmi szakaszának építése, a főút további szakaszain azonban nem terveznek jelentős fejlesztést. E helyen ma is az 1930-as években lefektetett betonburkolaton futnak az autók.
A leglátványosabb fejlődés az egykori Kelet-Poroszországban zajlott le. Az egykori német út a balti államok és Közép-Európa közötti legrövidebb utat jelenti, így fontos szerep juthat neki a régiók közötti összeköttetésben. 2005-ben a lengyel és az orosz kormány határozott az út rendbetételéről. Egy évvel később nemzetközi pályázatot írtak ki a 60 éve félbehagyott autóút felújítására. Az orosz-lengyel határon az Európai Unió támogatásával új átkelőhely épült, hogy a Berlinka egymástól elvágott két szakaszát újból összekössék. Az orosz területen a tönkrement régi pálya mellé szakaszosan megépült az új útpálya. A lengyel szakaszon az autópálya nyomvonalán részben megépült a hiányzó útpálya, új hidak és csomópontok létesültek. A gyorsforgalmi úttá előlépő létesítmény Lengyelországban az S22-es számot kapta.

## Fejlesztési lehetőségek
A schengeni egyezmény életbe lépésével felértékelődtek a kelet-nyugati irányú gyorsforgalmi utak. A Berlinka elsősorban Németország és a balti országok közötti távolsági forgalomban lehetne fontos láncszem. A lengyel autópálya-hálózat fejlesztési terve azonban elsősorban a Lengyelországon belüli kapcsolatokra koncentrál. A Berlinka nyomvonalát nem jelölték ki fejlesztendő útnak. A lengyel koncepció csak középtávon számol a tengerparttal párhuzamosan futó gyorsforgalmi út megépítésével is, ám e fejlesztés sem érintené az út nyomvonalát.